# Sagastume (manzana)
Sagastume es el nombre de una variedad cultivar de manzano (Malus domestica). Esta manzana está cultivada en diversos viveros entre ellos algunos dedicados a conservación de árboles frutales en peligro de desaparición. La manzana 'Sagastume' es originaria de Guipúzcoa (zona de San Sebastián), donde tuvo su mejor época de cultivo comercial en la década de 1960, y actualmente en menor medida aún se encuentra para la elaboración de sidra.

## Sinónimos
- "Manzana Sagastume",[6][7][8]
- "Sagastume Sagarra".

## Historia
'Sagastume' es una variedad de manzana culivada en Guipúzcoa está considerada incluida en las variedades locales autóctonas muy antiguas, cuyo cultivo se centraba en comarcas muy definidas. Se caracterizaban por su buena adaptación a sus ecosistemas y podrían tener interés genético en virtud de su adaptación. Estas se podían clasificar en dos subgrupos: de mesa y de sidra (aunque algunas tenían aptitud mixta). Podría ser originaria de Guipúzcoa de la zona de San Sebastián. El significado viene dado por la unión de las palabras vascas "sagasti" (manzanal) y "-ume" (espacio, trecho) con el significado final de "manzanal espacioso".
'Sagastume' es una variedad mixta, clasificada como de mesa, también se utiliza en la elaboración de sidra; difundido su cultivo en el pasado por los viveros comerciales y cuyo cultivo en la actualidad se ha reducido a huertos familiares y en la elaboración de sidra.

## Características
El manzano de la variedad 'Sagastume' tiene un vigor medio; florece a inicios de mayo; tubo del cáliz en forma de embudo corto, y con los estambres situados en su mitad.
La variedad de manzana 'Sagastume' tiene un fruto de tamaño medio a grande; forma tronco cónica, con los lados con ligeras prominencias, lo que le confiere un contorno de cierta irregularidad, (por su forma se parece a la 'Bizkai Sagarra' pero en color verde); piel gruesa y algo cerosa; con color de fondo verde claro y amarillea al madurar, siendo el color del sobre color ausente, importancia del sobre color ausente, siendo su reparto en chapa, con chapa muy levemente parda en la zona de insolación, y una sensibilidad al "russeting" (pardeamiento áspero superficial que presentan algunas variedades) muy débil; pedúnculo de tamaño corto y grueso, anchura de la cavidad peduncular es media, profundidad de la cavidad pedúncular es poco profunda con la pared cubierta con un "russeting" que sobresale de la cavidad ligeramente, y con una  importancia del "russeting" en cavidad peduncular media; anchura de la cavidad calicina poco ancha, profundidad de la cav. calicina leve, con un ligero fruncimiento en la pared, y de la importancia del "russeting" en cavidad calicina débil; ojo pequeño y cerrado; sépalos triangulares  en la base.
Carne de color blanco-verdoso. Textura blanda y de poco zumo y poco aroma; sabor característico de la variedad, insípido amargo, bueno en la elaboración de sidra; corazón de tamaño medio, desplazado. Eje abierto. Celdas arriñonadas, cartilaginosas de color verde claro. Semillas aristadas, puntiagudas, de tamaño medio, color marrón claro uniforme.
La manzana 'Sagastume' tiene una época de maduración y recolección media en el otoño, se recolecta desde mediados de septiembre hasta mediados de octubre, madura durante el invierno aguanta varios meses más. Tiene uso mixto pues se usa como manzana de cocina, y también como manzana para elaboración de sidra.